# No Line on the Horizon (canção)
"No Line on the Horizon" é uma canção da banda de rock irlandesa U2;  é a música de abertura e faixa-título do seu álbum de 2009, No Line on the Horizon. Uma versão alternativa, "No Line on the Horizon 2",  foi incluída como faixa bônus em algumas versões do álbum. A canção foi desenvolvida durante as primeiras sessões de gravações da banda em Fez, Marrocos, e começou como uma batida de tambor do baterista Larry Mullen Jr.. A letra foi inspirada por uma fotografia  no Lago de Constança, intitulado Boden Sea. Muitas opiniões da música comparou-a com canções de outras bandas heavy-guitar's (guitarra pesada), incluindo "Elevation", "Vertigo", "Zoo Station" e "The Fly".

## Escrita e gravação
"No Line on the Horizon" foi desenvolvida pela primeira vez durante as sessões de gravação em Fez, Marrocos, e foi gravado em um único take. "No Line on the Horizon" resultou do baterista Larry Mullen Jr., experimentando com várias batidas diferentes; o produtor e co-produtor Brian Eno fez amostragem e manipulou alguns padrões, e o resto da banda começou a tocar sobre ele. A guitarra de "No Line on the Horizon" foi desenvolvido através da "morte" da caixa de distorção do áudio; a ideia de uso foi sugerida pelo guitarrista The Edge e pelo músico Benjamin Curtis, do Secret Machines. Depois de ouvir a música, Curtis observou que "confudiu minha mente... ele está usando esse pedal de uma forma textural que não é destinado a ser usado em tudo".
O vocalista Bono se inspirou para escrever as letras depois de ver uma fotografia do Lago de Constança, intitulado de Boden Sea; a imagem foi tirada pelo fotógrafo japonês Hiroshi Sugimoto. Bono teve a ideia de um lugar onde "o mar encontra o céu e você não pode dizer a diferença entre os dois". Quando chegou a gravar a canção, o produtor e co-escritor Daniel Lanois declarou que o "vocal aconteceu muito cedo, que o conjunto  - a-whoawhoawhoawhoa! - que pequeno encaixe. O fornecimento da voz, a vibração estava lá desde o primeiro dia". Bono notou que o tema subjacente por trás da canção era infinito, e que a canção estava intrisecamente otimista. A imagem de Boden Sea mais tarde, se tornaria a arte da capa do álbum.
Ao final das sessões de gravação em dezembro de 2008, duas versões da música existiu; o primeiro foi mais lento, composição mais atmosférica, enquanto que o segundo foi mais rápido e camadas menores. O primeiro foi escolhido para o álbum, enquanto que o segundo, foi renomeada de "No Line on the Horizon 2" e, lançada como faixa bônus no Japão, Austrália e na versão iTunes do álbum, bem como b-side do single "Get on Your Boots". Junto com "Fez – Being Born" e "Get on Your Boots", "No Line on the Horizon" foi um dos três candidatos para abrir o álbum. A banda acabou decidindo que "No Line on the Horizon" fosse a melhor opção.

## Composição
A revista Q descreveu que "No Line on the Horizon" é como um "gravador de Unforgettable Fire lento que constrói a um coda de euforia", e "No Line on the Horizon 2" é um "punk-y Pixies/homenagem a Buzzcocks que progride a um rítmo sem fôlego. A Rolling Stone chamou a canção de uma "combinação de um zumbido de um órgão de garagem, a distorção de guitarra e a parada no solo da bateria de Larry". A Spin sentiu que o "whoa-oh'" de Bono deu a música um sentimento de coragem.

## Performances ao vivo
"No Line on the Horizon" foi tocada ao vivo durante a turnê promocional de No Line on the Horizon em uma filmagem para a BBC, no programa The Culture Show. Ela foi realizada em quase todos os concertos na turnê U2 360° Tour, faltando apenas uma durante a segunda parte da turnê. Tem uma vez que foi tocada uma vez em curso da terceira etapa na Europa, em um arranjo acústico novo.

## Aparições em outras mídias
A canção aparece como a quinta faixa do filme Linear, de Anton Corbijn, baseado em uma história de Corbijn e Bono em que, um guarda de trânsito parisiense atravessa a França e o Mar Mediterrâneo para visitar a namorada em Tripoli. Durante a sequência, o polcial, interpretado por Saïd Taghmaoui, continua sua jornada pelo interior da Espanha, chegando em uma pequena cidade para o almoço, onde a faixa seguinte, "Fez - Being Born", começa.

## Recepção
A recepção para a canção foi mista. A Allmusic elogiou a faixa, dizendo que "a batida crescente inconfundível do U2, a sonoridade panorâmica e inabalável emoção de coração aberto, tem sido sua marca registrada, transformando o íntimo em algo assustadoramente universal", também notando que "ressoa mais profunda e prolongada do que qualquer coisa sobre Atomic Bomb". A NME comparou a música "Vertigo", ao dizer "graças a The Edge pressionando a tecla marcado como "trem de carga" e não "eco irritante" em sua guitarra, ["No Line on the Horizon"] pulsa com uma paixão reencontrada e permanece temperada com novos sons e texturas". A Uncut gostou da canção, dizendo que "falhas como uma onda sobre os arcos, retirando a 'lavagem' de teclados para revelar o rosnado no riff de guitarra reformado de "The Fly", e um dos mais memoráveis cânticos do U2". A Mojo, ao comentar que a música ecoou da canção de 1991 da banda, "Zoo Station", sentiu que Bono arrastou a canção para baixo, comentando que "linhagens de tensão dramática, lapsos horríveis em Chris Martinese, tanto em sua educada inflexão vocal e betonilhas líricas tolas". A Pitchfork Media não ficou impressionada com a canção, dizendo que seu "verso intransigente é torpedeado pelo seu peido desinflado". A revista Time classificou a canção como a #3 melhor de 2009.

## Parada e posição
| País/Parada (2009)            | Melhor posição |
| ----------------------------- | -------------- |
| Bélgica (Ultratop 40 Valônia) | 38             |

## Equipe e colaboradores
- Produção – Brian Eno e Daniel Lanois
- Produção adicional – Steve Lillywhite
- Engenharia – Richard Rainey
- Engenharia de assistência – Chris Heaney
- Engenharia adicional – Carl Glanville e Cenzo Townshend
- Mixagem – Cenzo Townshend
- Mixagem de assistência – Neil Comber